# Spodnja Burgundija
Spodnja Burgundija, imenovana tudi Cisjurska Burgundija (latinsko Cisiurania)  ali Provansalsko kraljestvo (okcitansko Reialme de Proensa), je bila zgodovinska kraljevina v današnji jugovzhodni Franciji, tako imenovana zato, ker je bila v dolini Rone nižje od Zgornje Burgundije. 
Spodnja Burgundija je bila ustanovljena, ko so viennski grof Boson in plemiči v regiji leta 879 razglasili neodvisnost od karolinških kraljev. Vladarji Spodnje Burgundije so pogosto želeli razširiti svojo kraljevino v Italijo, s čimer so jo tako oslabili, da se je leta 933 združila z Zgornjo Burgundijo v Arleško kraljestvo. 

## Ozemlje
Spodnja Burgundija je na jugu mejila na Sredozemsko morje, na jugozahodu na Septimanijo, na zahodu na Akvitanijo, na severu na   Zgornjo Burgundijo in na vzhodu na Italijo. 

## Zgodovina
Zahodnofrankovski kralj Ludvik Jecljavi je 10. aprila 879 umrl in zapustil mladoletna sinova Ludvika III. in Karlmana II. Viennski  grof Boson je izkoristil priložnost in odpovedal zvestobo obema bratoma in julija 879 razglasil neodvisnost Spodnje Burgundije. 15. oktobra 879 so se škofje in plemiči iz regije ob Roni in Saoni zbrali na sinodi v Mantaillu in Bosona potrdili za naslednika Ludvika Jecljavega, po več kot stoletju prvega nekarolinškega kralja v zahodni Evropi. Kraljestvo je obsegalo cerkvene province nadškofov Arlesa, Aixa, Vienna, Lyona (brez Langresa) in verjetno Besançona ter škofije Tarentaise, Uzès in Viviers. 
Boson je bil nesposoben vladar in kralj Karlman je do leta 882 je ponovno vzpostavil oblast Zahodnofrankovskega kraljestva v Spodnji Burgundiji. Ko je Karlman 12. decembra 884 umrl, so plemiči Zahodne Frankovske, vključno s Spodnjo Burgundijo, za kralja izbrali Karla Debelega. Karla je novembra 887 odstavil nečak Arnulf Koroški. Leta 890 je bil za kralja Spodnje Burgundije okronan Bosonov sin Ludvik Slepi. 
Ludvika Slepega je v Italijo povabil toskanski mejni grof Adalbert II., ki je želel Berengarju Furlanskemu preprečiti prevzem oblasti nad Apeninskim polotokom. Ludvik je premagal Berengarja in papež Benedikt IV. ga je okronal za cesarja Svetega rimskega cesarstva. Berengar je naslednje leto premagal Ludvika, ga prisilil v beg iz Italije in obljubo, da se ne bo več vrnil. Leta 905 je Ludvik ponovno vdrl v Italijo, vendar je bil poražen in oslepljen, ker je prelomil prisego. Izgubil je naslov kralja Italije in cesarja Svetega rimskega cesarstva. 
Oslepljeni Ludvik je za svojega regenta imenoval provansalskega grofa Huga Arleškega, ki je bil med državljansko vojno leta 924 izvoljen za kralja Italije. Hugo se je naslednji dve leti trudil, da bi iz Italije izgnal svojega nasprotnika, kralja Zgornje Burgundije Rudolfa II. Ludvik je leta 928 umrl in nasledil ga je Hugo. Slednjemu ni uspelo razširiti svoje oblasti s poroko z Marozijo, dejansko vladarico Rima, potem pa se je naslednjih pet let svoje vladavine boril proti madžarskim napadalcem in andaluzijskim piratom. Leta 933 je sklenil mir z Rudolfom Burgundskim, tako da je prepustil Spodnjo Burgundijo. Obe Burgundiji sta bili zatem združeni v kraljestvo,  od 12. stoletja znano tudi kot Arleško kraljestvo. 